# Zomeruniversiade 2011
De 26e Universiade werd in augustus 2011 gehouden in Shenzhen, China. Een Universiade is een internationaal multisportevenement waar studenten aan deelnemen. Het evenement werd georganiseerd door de FISU (International University Sports Federation).

## Toewijzing
De steden Kazan in Rusland, Kaohsiung in Taiwan, Shenzhen in China, Murcia in Spanje, en Poznań in Polen waren kandidaat voor de Universiade. Op 16 januari 2007 kondigde de FISU voorafgaand aan de Winteruniversiade 2007 aan dat Shenzhen de gastheer zou zijn van de Zomeruniversiade 2011. Met vijf kandidaten was het de race met de meeste kandidaten voor een Universiade. Edmonton in Canada was aanvankelijk ook kandidaat voor de Universiade, maar trok zich terug.

## Accommodatie
Al snel kwam de stad met het voornemen twaalf nieuwe stadions en sportscholen in de stadsdistricten Futian, Nanshan en Luohu te bouwen. Een nieuw Internationaal Olympisch Center met 60.000 plaatsen als hoofdstadion, een sporthal met 18.000 zitplaatsen en een 13,4 vierkante kilometer groot park en andere faciliteiten, werd ook worden gebouwd in het district Longgang. De metro van Shenzhen was in de voorafgaande periode met een lengte van 110 kilometer fors uitgebreid.

## Sporten
Op de Zomeruniversiade 2011 waren de volgende sporten te zien:
| - Atletiek - Badminton - Basketbal - Boogschieten - Gewichtheffen - Golf - Gymnastiek - Aerobics - Ritmische gymnastiek - Turnen - Judo | - Schaken - Schermen - Schietsport - Taekwondo - Tafeltennis - Tennis - Voetbal - Volleybal - Beachvolleybal - Zaalvolleybal | - Wielersport - Baanwielrennen - BMX - Mountainbiken - Wegwielrennen - Zeilen - Zwemsport - Schoonspringen - Waterpolo - Zwemmen |

Het mannenvolleybalteam van Iran weigerde te spelen tegen het team van Israël in de halve finale om de negende plek en trok zich terug.